# هاینز وزنیاکوفسکی
هاینز وزنیاکوفسکی (انگلیسی: Heinz Wozniakowski; ۲۴ دسامبر ۱۹۲۴ – ۱۹۶۳ (۳۸−۳۹ سال)) بازیکن فوتبال اهل آلمان بود.
از باشگاه‌هایی که در آن بازی کرده‌است می‌توان به باشگاه فوتبال آینتراخت برانشوایگ و باشگاه فوتبال قوت-وایس ارفورت اشاره کرد.
وی همچنین در تیم ملی فوتبال زیر ۲۳ سال آلمان بازی کرده‌است.